# Hilde Zadek
Hilde Zadek   (Bydgoszcz, 15 de desembre de 1917 - Karlsruhe, 21 de febrer de 2019) fou una soprano amb repertori d'opereta, lieder i concerts. Va ser professora de cant a Karlsruhe i Viena.

## Biografia
Hilde Zadek va néixer a la població - avui dia sota administració de Polònia - de Bydgoszcz (Bromberg en alemany), aleshores part de la província de Posen de l'Imperi Alemany. Va passar la seva joventut a Szczecin, població actualment polonesa a prop de la frontera alemanya. En 1935 va emigrar a Palestina, a causa de la seva religió jueva. Allà, es va formar com a infermera i va treballar al Hospital Hadassah de Jerusalem. En 1939 van arribar els seus pares i les seves dues germanes menors a Palestina, després de nombrosos esforços per part d'Hilde pera a conseguir que poguessin traslladar-se a Palestina. Amb els diners del negoci familiar d'una botiga de sabates, la jove va poder estudiar cant al Conservatori Superior de Música de Jerusalem, amb la cantant d'òpera hongaresa Rose Pauly. Es va graduar al Conservatori en 1945 amb honors. Amb una beca estatal va marxar en 1945 a Zúric, on va prendre classes amb la cantant Ria Ginster. Hilde Zadek va ser descoberta pel director de l'Òpera Estatal de Viena Franz Salmhofer. Després de sentir-la cantar a casa de la seva fillola, la va convidar a una presentació de compromís ("Vorstellung auf Engagement“), una prova que podia obrir-li les portes del teatre d'òpera. No va ser fins a principis de 1947 que Hilde Zadek va poder entrar a Àustria. Allà va treballar amb Elisabeth Höngen per a perfeccionar la seva veu i el seu repertori. Encara que la seva família va emigrar després de la guerra als EUA, ella va romandre a Viena.
Hilde Zadek va fer el seu debut a l'Òpera Estatal de Viena, el 3 de febrer de 1947, com Aida en l'òpera homònima de Giuseppe Verdi. Fins a aquell moment no havia pujat mai a en un escenari, i va aprendre's la seva part en només cinc dies, sense haver de passar cap prova. El seu debut va ser un èxit i va suposar l'inici d'una llarga carrera. Més de 25 anys es va mantenir com a cantant de cambra (Kammersängerin) de l'Òpera Estatal de Viena. Va cantar Mozart (Comtessa Almaviva de Les noces de Fígaro, Donna Anna de Don Giovanni, Vitèl·lia de La clemenza di Tito), Richard Strauss (Salomé, Chrysothemis d'Elektra, Mariscala en Der Rosenkavalier, Arabella, Ariadna), Richard Wagner (Senta en Der fliegende Holländer, Elisabeth en Tannhäuser, Elsa en Lohengrin, Eva en Die Meistersinger von Nürnberg, Sieglinde en Die Walküre), Giuseppe Verdi (Aida, Isabel en Don Carlos, Amelia en Un ballo in maschera, Desdemona en Otello), i també la Tosca de lòpera homònima de Puccini i la Santuzza de Cavalleria rusticana de Mascagni. A més del repertori de música clàssica i romàntica, Hilde Zadek va cantar Die tote Stadt d'Erich Wolfgang Korngold, Dantons Tod de Gottfried von Einem, els Altenberg Lieder (Op. 4) d'Alban Berg, Das Buch mit sieben Sieglen de Franz Schmidt, i el The Consul de Gian-Carlo Menotti. A més va fer nombrosos enregistraments.
Ha visitat els teatres d'òpera de ciutats com ara Nova York, Moscou, Londres, Roma, Berlín, Múnic, París, Lisboa, San Francisco i Amsterdam. Va ser convidada al Festival de Salzburg, al de Edimburg, Glyndebourne i al Festival de Holanda. Un moment especial de la seva activitat artística va ser la seva participació en l'estrena absoluta de l'òpera Antigonae de Carl Orff, al Festival de Salzburg 1949 (6 d'agost).
Entre 1964 i 1978 va tenir al seu càrrec el departament de cant del Conservatori de Viena, sent vocal i pedagoga. Va impartir classes magistrals a Karlsruhe, Jerusalem, Suïssa i Itàlia.
Des de 1998 se celebra un concurs internacional de cant que porta el seu nom (Internationaler Hilde-Zadek-Gesangswettbewerb), en format bianual, i en col·laboració des de l'any 2003 amb la Fundació Hildegard Zadek, fundada en 1997 per la soprano Maria Venuti, i amb la de la Universitat de la Música i les Arts Escèniques de Viena (anteriorment Conservatori de Viena). Aquest concurs respon a la intenció de l'artista de promoure els joves talents.

## Alumnes (selecció)
- Elfriede Ameri
- Flurin Caduff
- Davide Damiani
- Moritz Gogg
- Adrianne Pieczonka
- Ulla Pilz
- Dimitri Pittas
- Tamar Rachum
- Simona Ryser
- Lukas Schmid
- Martina Serafin
- Alfred Šramek
- Ulrike Steinsky
- Natalia Ushakova
- Melanie Wandel
- Titus Witt

## Reconeixements i honors
- En 1951, Cantant de Cambra d'Àustria
- En 1965, Creu d'Honor de les Ciències i les Arts d'Àustria
- En 1971, Professor a l'Acadèmia de Música de la Ciutat de Viena
- En 1977, Membre d'Honor de l'Òpera Estatal de Viena
- En 1978, Medalla d'Honor de la Capital Federal Viena, en Or
- En 2007, investida doctor honoris causa per la Universitat de Música de Karlsruhe (en el seu 90è aniversari)
- en 2012, Gran Condecoració d'Honor pels Serveis a la República d'Àustria
- en 2017, Membre Honoraris de la Universitat de Música i de les Arts Escèniques de Viena
- Membre honorari de l'Associació de Professor de Cant d'Europa (EVTA)